# 諾韋 (亞基米夫卡區)
46°26′10″N 35°4′53″E / 46.43611°N 35.08139°E
諾韋（烏克蘭語：Нове）是位於烏克蘭東南部的村莊，由扎波羅熱州梅利托波爾區的基里利夫卡市鎮負責管轄。該村始建於1939年，面積0.2平方公里，海拔高度2米，2001年人口为227，人口密度每平方公里1,135人。